# William Roxburgh
William Roxburgh (Underwood, paróquia de Craigie (Ayrshire), 29 de junho de 1759 — Edimburgo, 10 de abril de 1815) foi um médico e botânico escocês.

## Biografia
Roxburgh nasceu em Underwood na freguesia de Craigie, Ayrshire. Estudou medicina na Universidade de Edimburgo. Havia sido companheiro de um cirurgião em um navio da East India Company com a idade de 17 anos e concluído duas viagens para o Oriente. Ele também estudou botânica em Edimburgo com John Hope. Ingressou no Serviço Médico de Madras como um cirurgião assistente em 1776 e tornou-se um cirurgião em 1780.
Em Madras voltou sua atenção para botânica. A Companhia das Índias Orientais reconheceu seu conhecimento botânico e fê-lo superintendente no jardim Samalkot nos Circars do Norte em 1781. No local conduziu experimentos de Botânica Econômica. Empregou artistas nativos para ilustrar plantas. Tinha 700 ilustrações de 1790. Conseguiu Patrick Russell (1727-1805) como naturalista para o governo de Madras. Fez um rápido progresso e adquiriu uma boa reputação. Estava em um curto espaço de tempo a convite do governo de Bengala, para cuidar do jardim botânico do coronel Robert Kyd, em Calcutá. Em 1793 ele conseguiu o cargo junto ao coronel Robert Kyd como superintendente do jardim, em Sibpur, perto de Calcutá. Um catálogo do jardim foi feito em 1814 - Hortus Bengalensis. Ele enviou muitos de suas ilustrações para Sir Joseph Banks. Ele foi sucedido por Francis Buchanan-Hamilton.
Ele meticulosamente coletadas vastas quantidades de dados meteorológicos durante anos, e é considerado como um pioneiro na recolha de dados meteorológicos tropicais, a uma extensão incomparável em outros lugares até a década de 1820. Ele começou a coleta de dados meteorológicos detalhados assim que pôs os pés na Índia, em Madras, e é conhecido por ter tomado medidas três vezes por dia, usando barômetros Ramsden e termômetros Nairne, feitos pelo então reputados fabricantes de instrumentos científicos, Jesse Ramsden e Edward Nairne.  
Treinou com John Hope, que era o curador do Jardim Botânico de Edimburgo, também um fisiologista experimental. O interesse de Roxburgh em meteorologia sistemática pode ter se originado a partir da influência de John Hope, bem como suas experiências na Royal Society of Arts, que, no início dos anos 1770, foi fortemente influenciado pelas teorias climáticas de Stephen Hales e Duhamel du Monceau. Tais medidas detalhadas ao longo de muitos anos o levou a formar uma opinião sobre a fome generalizada e mudanças climáticas no império.

## Reconhecimento e morte
Em 1805, recebeu a medalha de ouro da Sociedade para a Promoção das Artes por uma série de comunicações altamente interessantes e valiosas sobre o assunto das produções do Oriente e uma segunda medalha de ouro em 1803 por uma comunicação sobre o crescimento das árvores na Índia. 
Em 31 de maio de 1814, ele foi apresentado, na presença de uma grande assembleia, uma terceira medalha de ouro pelo duque de Norfolk, então, o presidente da Sociedade de Artes.
Logo após receber este último testemunho honroso de alto respeito, Roxburgh voltou para Edimburgo, onde morreu mais tarde.

## Honras póstumas
Em 1820, na Missão Press, em Serampore, William Carey foi postumamente editado e publicado o vol. 1 do Dr. William Roxburgh, ou descrições de plantas indígenas. Em 1824, foi Carey editado e publicado o vol. 2 de de Roxburgh Flora, incluindo observações extensas e contribuições pelo Dr. Nathaniel Wallich. Carey e Wallich continuaram a trabalhar no campo da botânica e, em 1834, ambos coletaram espécimes botânicos para a Sociedade Real de Agricultura e Botânica do Inverno Show, em Ghent, Bélgica.
O padrão abreviatura autor Roxb. é usado para indicar o autor ao citar um nome botânico.